# Бирский уезд
Би́рский уе́зд — административно-территориальная единица в составе Оренбургской и Уфимской губерний Российской империи и РСФСР, существовавшая в 1782—1922 годах. Уездный город — Бирск.

## География
Уезд располагался в северной части Уфимской губернии. Площадь составляла 22 162 тыс.кв.км.

## История
Уезд образован в 1782 году в составе Уфимской области Уфимского наместничества. После реформирования наместничества в Оренбургскую губернию Бирский уезд с 1796 по 1865 годы входил в состав Оренбургской губернии. В 1865 году Бирский уезд вошёл в состав вновь образованной Уфимской губернии.
14 июня 1922 года Уфимская губерния была упразднена, территория Бирского уезда вошла в состав Башкирской АССР.
18 июля 1922 года Бирский уезд был упразднён, а его территория преобразована в Бирский кантон.

## Население
По данным переписи населения 1897 года население уезда составляло 497 696 чел., в том числе в городе Бирск — 8589 чел.

### Национальный состав
| Национальность    | Население, чел. | % от общего |
| ----------------- | --------------- | ----------- |
| Башкиры           | 262 264         | 52,70       |
| Русские           | 141 300         | 28,39       |
| Черемисы          | 66 341          | 13,33       |
| Вотяки            | 21 216          | 4,26        |
| Татары и Мещеряки | 4408            | 0,89        |
| Всего             | 497 696         | 100,00      |

83742 человек, в основном марийцы и удмурты, являлись язычниками.

## Административное деление
В 1913 году в состав уезда входило 38 волостей:
| - Анастасьевская волость - Андреевская волость - Аскинская волость - Асяновская волость — д. Усь-Буля - Антяшкинская волость - Базановская волость - Байгузинская волость - Байкибашевская волость - Байкинская волость - Балакчинская волость — д. Урмиязово - Бураевская волость - Ваныш-Алпаутовская волость - Верхне-Татышлинская волость | - Ельдякская волость - Илишевская волость - Исмаиловская волость — д. Итеево - Каинлыковская волость — д. Ново-Каинлык - Калмыковская волость - Касёвская волость - Кизганбашевская волость - Киебаковская волость - Кубиязовская волость - Кутеремская волость — с. Калегино - Кызыл-Яровская волость - Мишкинская волость - Московская волость | - Никольская волость - Ново-Кыргинская волость - Новотроицкая волость - Норкинская волость — д. Сейтяк - Павловская волость — с. Емаш - Пономарёвская волость - Сарсинская волость — с. Бияваш - Старо-Балтачевская волость - Старо-Петровская волость - Усы-Степановская волость - Черауловская волость - Чураевская волость |